# Teusser Mineralbrunnen
Teusser Mineralbrunnen ist ein Abfüller von Mineralwasser mit Sitz in Teusserbad bei Löwenstein im Landkreis Heilbronn in Baden-Württemberg. Die Geschichte des Unternehmens ist eng mit dem einstigen Kurbetrieb an der Quelle in Teusserbad verknüpft. Die Abfüllung von Mineralwasser in Teusserbad begann in den 1890er Jahren. Das Unternehmen füllt derzeit jährlich etwa 100 Millionen Flaschen Getränke ab.

## Geschichte
Ein Kurbetrieb an der Quelle in Teusserbad hat sich nach 1504 entwickelt und ist 1525 erstmals belegt. Die Heilwirkung von Trink- oder Badekuren mit dem Wasser der Quelle wird in zahlreichen Schriften seit dieser Zeit bezeugt. Der älteste Nachweis findet sich bei Johann Gvintherius 1565. Auch Tabernaemontanus erwähnte das Bad in seinem Neuen Wasserschatz von 1593. Eine ausführliche Beschreibung des Bades und ein erster Versuch einer Wasseranalyse stammt von dem Heilbronner Arzt Dietrich Christoph Scharff und erschien 1733. Das Kurbad, das von Pächtern der Grafen von Löwenstein betrieben wurde im Laufe seiner frühen Geschichte eine wechselvolle Entwicklung nahm, wurde auch im 19. Jahrhundert noch in zahlreichen Schriften gelobt, konnte jedoch aufgrund seiner geringen Größe bald nicht mehr mit aufstrebenden Kurorten wie Baden-Baden oder Wildbad konkurrieren. Die Fürsten von Löwenstein verkauften 1861 daher die Quelle, die Badeanlagen und das zeitweise in den Kurbetrieb miteinbezogene Wasserschloss Lautereck an Privatleute.
Nach einigen nur kurzzeitig erscheinenden Besitzern kamen die Quelle und die Badeanlagen 1892 in den Besitz von A. Deyringer aus Stuttgart, der noch in den 1890er Jahren mit dem Versand von Teusser-Sprudel begann. Kurz vor 1900 setzte er innerhalb von zwei Monaten 74.000 Halbliterflaschen ab, nach Stuttgart lieferte er 200.000 Flaschen pro Jahr und in fernere Städte wie Straßburg oder Neustadt an der Weinstraße immerhin jährlich noch 20.000 Flaschen. Bei internationalen Ausstellungen wurde das Wasser in Brüssel, Paris, Antwerpen und London 1906 und 1908 mit Goldmedaillen prämiert, in Paris außerdem mit einem Grand Prix. Wasser aus Teusserbad konkurrierte bald mit etablierten Herstellern wie Apollinaris, Staatl. Fachingen, Gerolsteiner Brunnen und Selters.
1908 wurde der Betrieb in eine Aktiengesellschaft mit einem Grundkapital von 500.000 Mark umgewandelt, von der Deyinger 40 % der Anteile besaß. Die AG hatte Pläne, den Absatz bereits binnen eines Jahres auf über 1 Mio. Liter zu steigern und eine vier Kilometer lange Drahtseilbahn zum Transport der Sprudelflaschen bis zum Bahnhof nach Willsbach zu bauen, von wo der Versand mit der Eisenbahn seinen Ausgang nahm. Trotz einer Werbekampagne an allen württembergischen Bahnhöfen, für die das bis heute verwendete Logo – ein trinkender Mann an einer Quelle – erfunden wurde, stellte sich der erhoffte große Erfolg aber nicht ein, so dass man zu einer realistischeren Absatzplanung zurückkehrte. An den Abfüllbetrieb angeschlossen war zu jener Zeit auch noch das auf den historischen Badebetrieb in Teusserbad zurückgehende Kurhotel, das in den Jahren vor dem Ersten Weltkrieg gut besucht und über Omnibuslinien der Kraftpost auch gut an den Fernverkehr angebunden war.
Die AG hat die Krisenjahre nach dem Ersten Weltkrieg nicht überstanden. 1921 erwarb der Öhringer Gasthofbesitzer Karl Kühnle die Quelle, das Badegebäude und die Abfüllanlagen. Kühnle überstand die Hochinflation vor allem durch den Betrieb des gut eingeführten Hotelrestaurants, während sich das Mineralwasser kaum noch absetzen ließ. Nach Ende der Inflation, als die Nachfrage wieder anstieg, baute er den Abfüllbetrieb kräftig aus. Das Hotel wandelte sich vom Kurhotel zum Urlauberhotel. Nach dem frühen Unfalltod von Karl Kühnle auf dem Weg nach Cannstatt 1928 führte dessen Witwe Emma Kühnle die Geschäfte mit der Hilfe eines Geschäftsführers weiter. Das Hotel wurde ab 1933 verpachtet. Im Zweiten Weltkrieg wurden Fahrzeuge und Beschäftigte der Abfüllanlagen von der Wehrmacht beansprucht, auch der größte Teil des produzierten Sprudels ging an die Wehrmacht. Der Hotelbetrieb endete und nur noch die Gaststätte wurde fortgeführt.
Nach Kriegsende 1945 fanden viele Familien aus dem zerstörten Löwenstein in Teusserbad eine vorübergehende Bleibe. Die Gaststätte in Teusserbad wurde von der ausgebombten Heilbronner Gastwirtin Paula Wengerts übernommen, die sie bis zu ihrem Ruhestand 1984 führte, danach wurde die Gaststätte geschlossen.
1949 trat Emma Kühnles Schwager Kurt Rößle, der seine Heimatstadt Dessau aus politischen Gründen verlassen hatte, in das Unternehmen ein. Mit seiner Erfahrung in der Großindustrie modernisierte er den Betrieb in Teusserbad. Mangels eines nicht so schnell wiederbeschaffbaren Fuhrparks erfolgte der Vertrieb zunächst über ein Abholsystem, in das auch verschiedene Löwensteiner Fuhrunternehmer eingebunden waren. 1964 übergab Emma Kühnle die Geschäftsführung an ihren Neffen Karl Rössle. 1967 wurden sechs Millionen Flaschen abgesetzt. Rössle vergrößerte das Werksgelände durch Grundstückzukäufe und hat die Abfüllanlagen modernisiert, einen modernen Fuhrpark angeschafft und den Absatz bis 1986 auf 35 Millionen Flaschen gesteigert. Zur Deckung des Wasserbedarfs wurden durch Bohrungen auf bis zu 180 Meter Tiefe neue Quellen erschlossen.
Gegenwärtig werden in Teusserbad jährlich rund 100 Millionen Flaschen Getränke abgefüllt. Die Produkte wurden bereits mit zahlreichen Goldenen Preisen der DLG prämiert.
Nachdem das Unternehmen bereits seit 2020 defizitär war, wurde am 20. Februar 2023 beim Amtsgericht Heilbronn Antrag auf Eröffnung eines Insolvenzverfahrens gestellt. Als Grund wurden der Wegfall von Veranstaltungen während der Corona-Pandemie und gestiegene Energiekosten genannt.

## Produktpalette
Teusser Mineralbrunnen füllt Mineralwasser, Limonaden, Erfrischungs- und Fruchtsaftgetränke ab.
Das Mineralwasser wird in den vier Typen Sprudel, Medium, Still und Naturell in PET-Flaschen zu 0,5 l oder 1,0 l sowie in Glasflaschen zu 0,5 l oder 0,7 l angeboten, außerdem gibt es die Produktlinie Mineralwasser Gourmet für die Gastronomie in den Typen Classic und Still in Glasflaschen zu 0,25, 0,5 oder 0,75 l.
Die angebotenen Limonaden, Erfrischungs- und Fruchtsaftgetränke sind Apfelsaftschorle, das isotonische Erfrischungsgetränk ISO-Sport, ein ACE-Getränk, Orangen-, Zitronen- und Cola-Mix-Limonade, verschiedene energiereduzierte Limonaden sowie zwei Fruchtsaftgetränke.